# Trois Talents
Les Trois Talents (chinois : 三才 ; pinyin : sāncái, coréen : samjae (hangeul 삼재 ; japonais : 三才 (sansai)) également connu sous le terme de Ciel-Terre-Homme (chinois : 天地人 ; pinyin : tiāndìrén, coréen : ceonjiin (hangeul : 천지인 ; japonais : 天地人 (tenchijin) sont une notion de la philosophie chinoise développée dans le Yi Jing et correspondant aux trois domaines fondamentaux de la connaissance ; le Ciel, la Terre et les Hommes,.